# Ephippiorhynchus
Ephippiorhynchus – rodzaj ptaków z rodziny bocianów (Ciconiidae).

## Zasięg występowania
Rodzaj obejmuje gatunki występujące w Afryce, Azji, Australii i na Nowej Gwinei.

## Morfologia
Długość ciała 110–150 cm, rozpiętość skrzydeł 190–270 cm; masa ciała do 6 kg.

## Systematyka

### Etymologia
- Ephippiorhynchus: gr. εφιππιος ephippios „siodło”, od επι epi „na”; ἱππος hippos „koń”; ῥυγχος rhunkhos „dziób”; aluzja do żółtej tarczy na czole lub „siodła” na dziobie żabiru afrykańskiego[6].
- Xenorhynchus: epitet gatunkowy Ciconia xenorhyncha Wagler, 1827[a]; gr. ξενος xenos „dziwny”; ῥυγχος rhunkhos „dziób”[7]. Gatunek typowy: Ciconia xenorhyncha Wagler, 1827 (= Mycteria asiatica Latham, 1790).
- Xenorhynchopsis: rodzaj Xenorhynchus Bonaparte, 1855; gr. οψις opsis „wygląd”[8]. Gatunek typowy: †Xenorhynchopsis tabialis De Vis, 1905.

### Podział systematyczny
Do rodzaju należą następujące gatunki:
- Ephippiorhynchus asiaticus (Latham, 1790) – żabiru czerwononogi
- Ephippiorhynchus senegalensis (Shaw, 1800) – żabiru afrykański